# 알렉산더 녹스

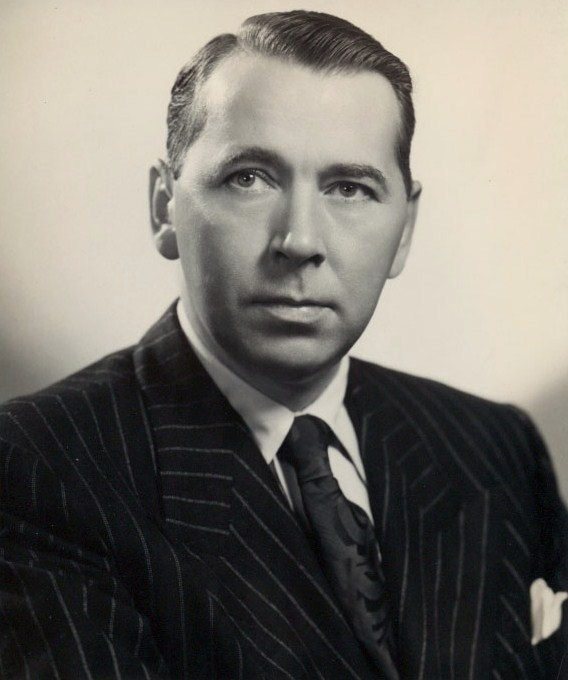
1940년대 모습

알렉산더 녹스(Alexander Knox, 1907년 1월 16일 ~ 1995년 4월 25일)는 캐나다의 배우, 각본가, 극작가이다. 《윌슨》(1944)에서 우드로 윌슨 역을 연기하여 1945년 제2회 골든 글로브상 남우주연상을 수상하고 제17회 아카데미상 남우주연상 후보에 올랐다.
베릭어폰트위드에서 사망하였다.

## 출연 작품

### 영화
- 울프 선장 (1941, The Sea Wolf)
- 애정의 맹세 (1942, This Above All)
- None Shall Escape (1944)
- 윌슨 (1944) - 우드로 윌슨 역
- 세계의 어머니 (1946, Sister Kenny)
- The Sign of the Ram (1948)
- 도쿄 조 (1949)
- I'd Climb the Highest Mountain (1951)
- 유로파 (1952)
- 빗나간 욕망 (1954, The Sleeping Tiger)
- 8인의 승객 (1954, The Night My Number Came Up)
- 리치 포 더 스카이 (1956)
- 바이킹 (1958) - 고드윈 신부 역
- Operation Amsterdam (1959)
- Crack in the Mirror (1960)
- 지상 최대의 작전 (1962)
- 저주받은 아이들 (1963)
- Man in the Middle (1963)
- 숀 코너리의 갈대 (1964, Woman of Straw)
- Mister Moses (1965)
- 하르툼 공방전 (1966)
- 여자 007 모디스티 (1966)
- 25시 (1967) - 지방 검사 역
- 007 두 번 산다 (1967)
- 사랑의 상처 (1967)
- 샬라코 (1968)
- 빌라 라이즈 (1968) - 프란시스코 마데로 역
- 사랑과 죽음의 전장 (1969, Fräulein Doktor)
- 허리케인 작전 (1970, Puppet on a Chain)
- 홀로코스트 2000 (1977)
- 백야의 추적 (1983)
- 조슈아 스캔들 (1985, Joshua Then and Now)

### 텔레비전
- 팅커 테일러 솔저 스파이 (1979)